# Analítica de aprendizaje
Analítica de aprendizaje (también conocida con su equivalente en idioma inglés Learning Analytics) es la medición, recopilación, análisis e informe de datos sobre los alumnos y sus contextos, con el fin de comprender y optimizar el aprendizaje y los entornos en los que se produce. Un campo estrechamente relacionado es la minería de datos educativa.

## Definición
Aunque la vasta mayoría de la literatura sobre Analítica de Aprendizaje, en la actualidad, ha comenzado a adoptar definición previamente mencionada -ofrecida en el 1ª Conferencia Internacional de Analítica de Aprendizaje-, la definición y los objetivos de la Analítica de Aprendizaje continúan en debate.

#### Analítica de Aprendizaje definida como modelo de predicción
Una definición anterior discutida por la comunidad sugirió que la Analítica de Aprendizaje es el uso de datos inteligentes, datos producidos por el alumno y modelos de análisis para descubrir información y conexiones sociales para predecir y asesorar el aprendizaje de las personas. Pero esta definición ha sido criticada por George Siemens y Mike Sharkey.

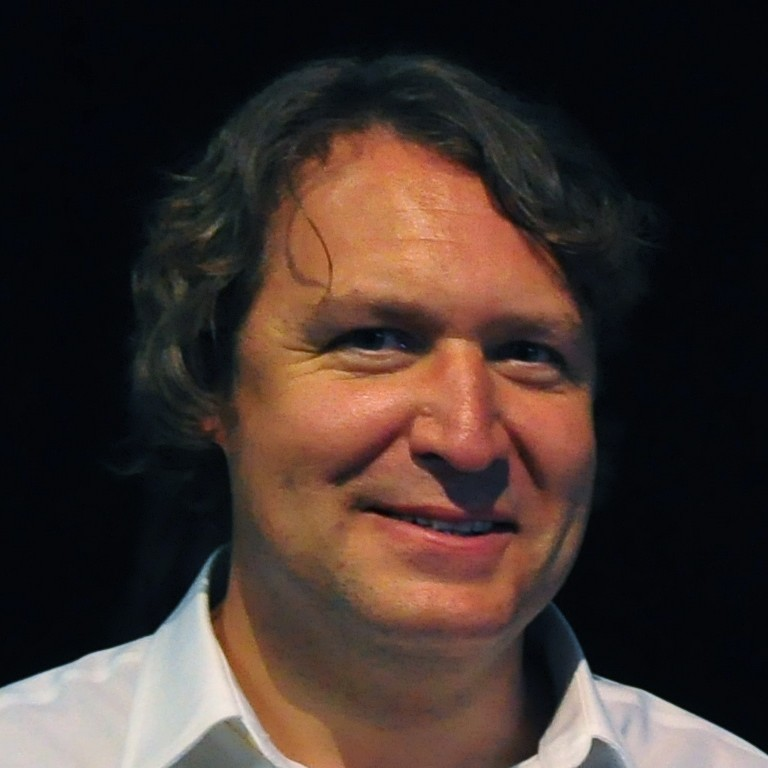
George Siemens es escritor, teórico, ponente e investigador en campos relacionados con el aprendizaje, redes, tecnología, analítica y visualización de datos, educación abierta y efectividad organizativa en contextos digitales. Es el creador de la nueva teoría de aprendizaje Conectivismo y autor del artículo Connectivism: A Learning Theory for the Digital Age y el libro Knowing Knowledge - an exploration of the impact of the changed context and characteristics of knowledge. Es el Presidente fundador de SoLAR, Society for Learning Analytics Research.

#### Analítica de Aprendizaje definida como un marco genérico de diseño
Una visión más holística propone un marco de trabajo genérico de diseño que puede actuar como una guía útil para desarrollar servicios analíticos para el apoyo de la práctica educativa y ayuda al estudiante, para el aseguramiento de la calidad, el desarrollo curricular y para mejorar la eficiencia y efectividad del desempeño docente. Utiliza un análisis morfológico general (GMA) para dividir el dominio en seis "dimensiones críticas".

#### El enfoque "Qué - Quién - Por qué - Cómo"
Otro enfoque sugerido es una visión general sistemática de la Analítica de Aprendizaje y de sus conceptos clave a través de un modelo de referencia basado en cuatro dimensiones:
- Datos, entornos, contexto (¿qué?),
- Partes interesadas (¿quién?),
- Objetivos (¿por qué?) y
- métodos (¿cómo?).

#### Analítica de Aprendizaje como toma de decisiones basada en datos
La Analítica de Aprendizaje ha sido definida como un caso particular de la Analítica (ciencia de examinar datos, extraer conclusiones y -cuando se utiliza para la toma de decisiones- diseñar líneas de acción), en la que la toma de decisiones tiene por objetivo mejorar el aprendizaje y la educación. Durante la década de 2010, esta definición de Analítica ha ido más allá, sin embargo, para incorporar elementos de investigación operativa, como árboles de decisión y mapas de estrategia, para establecer modelos predictivos y determinar probabilidades para ciertos cursos de acción.

#### Analítica de Aprendizaje como un proceso basado en modelos estadísticos
Otro enfoque para definir Analítica de Aprendizaje se basa en el concepto de Analítica como un proceso de desarrollar de conocimientos prácticos a través de la definición de problemas, la aplicación de modelos estadísticos y análisis contra datos existentes o simulados de manera prospectiva. Desde este punto de vista, Analítica de Aprendizaje surge como un tipo de Analítica (como proceso) en el que los datos, la definición del problema y los enfoques de resolución están relacionados con el aprendizaje.

#### La Analítica de Aprendizaje debe ser definida considerando aspectos computacionales
Gašević, Dawson, y Siemens argumentan que los aspectos computacionales de la Analítica del Aprendizaje deben vincularse con la investigación educativa existente para que campo de la Analítica del Aprendizaje al completo cumpla su objetivo de comprender y optimizar el aprendizaje.

#### Analítica de Aprendizaje definida como una aplicación de Web Analytics
En 2016, una investigación realizada conjuntamente por New Media Consortium (NMC) y EDUCAUSE Learning Initiative (ELI) -Programa Educause describe seis áreas de tecnología emergente que habrán tenido un impacto significativo en la educación superior y la expresión creativa para fines de 2020. Como resultado de esta investigación, se definió la Analítica de Aprendizaje como una aplicación educativa de la analítica web, dirigida a la elaboración de perfiles de alumnos, consistente en un proceso de recopilación y análisis de información detallada de las interacciones individuales de los estudiantes en actividades de aprendizaje en línea."Internet hace posible un aprendizaje de muchos a muchos, en lugar de uno a muchos, lo que fomentaría modalidades de aprendizaje y desarrollo cognitivo socioconstructivistas de naturaleza profundamente social y cultural.""Por ejemplo, se suele afirmar que internet ofrece a los individuos fácil acceso a fuentes de conocimiento teórico y práctico fuera de su entorno inmediato. En este sentido, existe en la actualidad un interés considerable por la capacidad de internet para dar soporte a potentes formas de aprendizaje situado y comunidades de práctica digitalmente dispersas."
"Se considera que internet ha personalizado de forma radical el modo en que la gente aprende, de ahí que la educación se convierta en un proceso bastante más individualizado que antes. Internet se asocia con una autonomía y un control social mayores al ofrecer a los individuos más posibilidades de elección en cuanto a la forma y la naturaleza de lo que aprenden, además de dónde, cuándo y cómo lo hacen." 
"Así, internet se considera una poderosa herramienta que permite el aprendizaje a través de actividades auténticas y de la interacción entre personas y entornos sociales más amplios."

## Diferencias entre Analítica de Aprendizaje y Minería de Datos Educativa
La utilización de métodos analíticos para la recogida y análisis de macrodatos relacionados con la educación ha favorecido el desarrollo de dos comunidades diferentes de investigación en el ámbito de la formación: la minería de datos educativa (Educational Data Mining) y las analíticas de aprendizaje (Learning Analytics). Se tratan de dos áreas relativamente nuevas que, a pesar de sus semejanzas y diferencias, se ocupan de la recogida, análisis y exploración de datos relacionados con la formación. La minería de datos educativa desarrolla métodos y técnicas provenientes de la estadística, del aprendizaje automatizado y de la búsqueda y procesamiento de datos para analizar el proceso de enseñanza-aprendizaje. Además, aplica técnicas que provienen también de las ciencias de la información, la sociología y la psicología, para entender y mejorar tanto el aprendizaje como el entorno en el que ocurre.

### Semejanzas
La minería de datos educativa y las analíticas de aprendizaje tienen mecanismos similares en cuanto a análisis de datos.

#### Predicción
Utilizado para deducir eventos futuros estableciendo una variable previsible y aplicándola a un grupo reducido. En el contexto educativo se trata de predecir el comportamiento y rendimiento futuros de los estudiantes. En la minería de datos educativa y en las analíticas de aprendizaje, se utilizan tres tipologías diferentes de predicción:
- Clasificadores (classifiers): cuya variable previsible puede ser binaria o categórica.
- Regresores (regressors): cuya variable previsible es continúa.
- Estimación latente del conocimiento (latent knowledge estimation): a través de algoritmos se puede calcular el aprendizaje teniendo en cuenta las interacciones del estudiante con el entorno virtual.

#### Estructura de datos
Se trata de utilizar algoritmos para analizar la estructura que emerge de forma natural de los datos, lo opuesto de la predicción. Incluye:
- Agrupamiento (clustering): dividiendo los datos en una serie de grupos según sus similitudes.
- Análisis factorial (factor analysis): para agrupar variables similares.
- Análisis de las redes sociales (social networking analysis): a fin de estudiar las interacciones entre usuarios y como su comportamiento cambia en el tiempo.
- Estructura de dominio (domain structure discovery): para reunir datos referidos a cuestiones específicas, como problemas de componentes particulares del software.

#### Procesamiento de datos y sus relaciones
Su objetivo es descubrir las relaciones entre variables en un grupo de datos. En el ámbito educativo se utiliza para identificar relaciones en modelos de comportamiento y detectar dificultades. Se utiliza principalmente en minería de datos educativa. Existen 4 tipologías:
- Asociación (association rule mining)
- Correlación (correlation mining): determinar correlaciones positivas o negativas entre variables
- Modelo secuencial (sequential pattern mining): determinar asociaciones temporales entre eventos
- Minería causal de datos (causal data mining), determinar la causalidad de los eventos.[20]

#### Destilación de datos para el juicio humano
En las analíticas de aprendizaje se utiliza para representar los datos de manera inteligible a través de métodos de sumarización, visualización e interfaz interactiva. Sirve a los instructores para ver de forma inmediata las actividades en curso de los estudiantes.

#### Descubrimiento con modelos
Se utiliza para hacer énfasis en un fenómeno validado precedentemente como componente en otro análisis, es decir, se utiliza para identificar relaciones entre el comportamiento del estudiante y variables del contexto.

### Diferencias

#### Descubrimiento
En la minería de datos educativa, los investigadores están más interesados en el uso de metodologías automatizadas que permitan alcanzar la mejor predicción posible en cuanto al proceso enseñanza aprendizaje.. En el caso de las analíticas de aprendizaje, existe una tendencia a adoptar técnicas relacionadas con el juicio humano para tener una mejor comprensión de los fenómenos sociales educativos.

#### Enfoques teóricos
En la minería de datos educativa hay una orientación reduccionista respecto al objetivo principal: el de restringir los sistemas a componentes e investigar sus relaciones. Por otra parte, en las analíticas de aprendizaje se busca enfocar un planteamiento holístico a fin de entender el sistema en su conjunto. 

#### Orígenes
La minería de datos educativa tiene sus raíces en los software educativos mientras que las analíticas de aprendizaje se basan en la web semántica

#### Adaptación y personalización
En las analíticas de aprendizaje es importante  el factor de la información y potenciación de los entornos de aprendizajes dirigidos a instructores, profesores y estudiantes, lo que proporciona una personalización de dicho entorno y una adaptabilidad a cada perfil. Sin embargo, la minería de datos educativa pone su enfoque en la adaptación automatizada llevada a cabo desde sistemas informáticos como los de tutoría inteligente. 

#### Técnicas y métodos
En el caso de las técnicas analíticas, ambas tendencias utilizan la misma metodología con ligeras diferencias en cuanto a objetivos: análisis de redes sociales, análisis del discurso semántico,  del sensemaking, entre otros. En este caso, la minería de datos educativa, clasifica los datos, los agrupa y establece una correlación, mientras que las analíticas de aprendizaje utilizan la predicción exitosa o no del desempeño del estudiante lo que se traduce en un análisis predictivo. Así, a mayor profundidad, las analíticas de aprendizaje son capaces de determinar:
- cuándo los estudiantes están listos para pasar al siguiente nivel,
- cuándo existe cierto riesgo de que estudiante concreto no termine un curso
- cuál es el próximo mejor curso para un alumno determinado,
- cuándo un estudiante necesita tutoría.[23]

## Historia
La Analítica de Aprendizaje, como campo, tiene múltiples raíces disciplinarias. Si bien los campos de la inteligencia artificial, el análisis estadístico, el aprendizaje automático y la inteligencia de negocios ofrecen una importante narrativa adicional, el enfoque fundamental está en las raíces históricas de la analítica en relación con la interacción humana y el sistema educativo. Más en particular, la historia de la Analítica de Aprendizaje se puede entender al observar el desarrollo de cuatro campos de Ciencias sociales que han convergido a lo largo del tiempo. Estos campos han perseguido -y siguen haciéndolo- cuatro objetivos:
(Siemens, George (17 de marzo de 2013). Introducción a Learning Analytics. Curso en línea abierto LAK13 para la Universidad de Texas en Austin y Edx (en inglés).  11 minutes in. Consultado el 1 de noviembre de 2018.)
1. Definición de Aprendiz, para cubrir la necesidad de definir y comprender a un aprendiz.
2. Rastreo de conocimiento (Knowledge trace), que aborda cómo rastrear o mapear el conocimiento que ocurre durante el proceso de aprendizaje.
3. Eficiencia de aprendizaje y personalización, que se refiere a cómo hacer que el aprendizaje sea más eficiente y personal por medio de la tecnología.
4. Comparación aprendiz-contenido, para mejorar el aprendizaje al comparar el nivel de conocimiento del aprendiz con el contenido real que necesita dominar.

Una diversidad de disciplinas y actividades de investigación han influido en estos 4 aspectos a lo largo de las últimas décadas, contribuyendo al desarrollo gradual de la analítica del aprendizaje. Algunas de las disciplinas más determinantes son el análisis de redes sociales, el modelado de usuarios, el modelado cognitivo, la minería de datos y el aprendizaje electrónico ('e-learning). La historia de la Analítica de Aprendizaje se puede entender por el auge y el desarrollo de estos campos.

### Social Network Analysis: contribuciones históricas
El análisis de redes sociales es prominente en Sociología, y su desarrollo ha tenido un papel clave en la aparición de Learning Analytics.

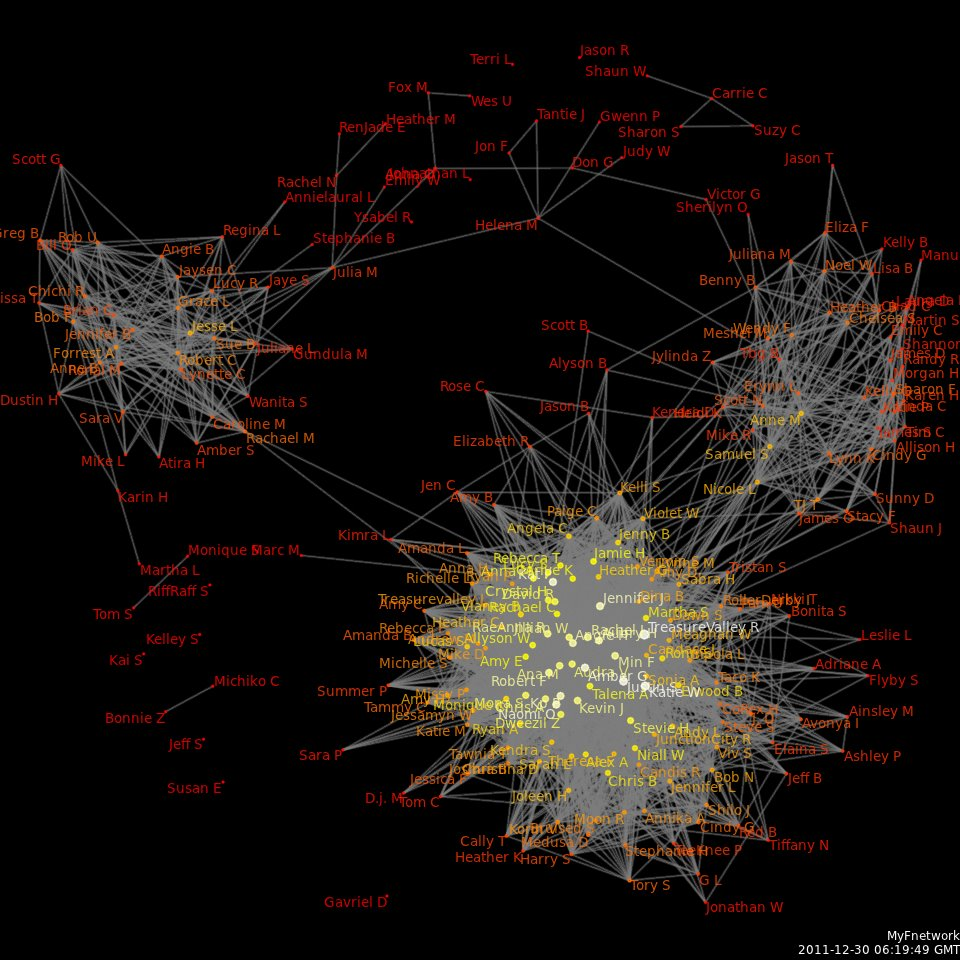
El análisis de redes sociales (SNA) es el proceso de investigación de estructuras sociales a través del uso de redes y teoría de grafos. Caracteriza las estructuras en red en términos de nodos (actores individuales, personas o cosas dentro de la red) y los vínculos, bordes o enlaces (relaciones o interacciones) que los conectan.

#### La relevancia de las interacciones
Uno de los primeros ejemplos o intentos de proporcionar una comprensión más profunda de las interacciones ocurrió de la mano del sociólogo austro-americano Paul Lazarsfeld. En 1944, Lazarsfeld sugirió la pregunta "quién habla con quién sobre qué y con qué efecto”. Esta cuestión sigue siendo el área de interés o el objetivo dentro del análisis de redes sociales, que trata de comprender cómo las personas están conectadas y qué información se puede derivar de sus interacciones, una idea central de Learning Analytics.

#### Análisis de citas
El lingüista estadounidense Eugene Garfield fue uno de los primeros pioneros en Analítica en la ciencia. En 1955, Garfield dirigió el primer intento de analizar la estructura de la ciencia con respecto a cómo los desarrollos científicos se pueden entender mejor mediante el seguimiento de las asociaciones (citas) entre los artículos (cómo se refieren entre sí, la importancia de los recursos que incluyen, la frecuencia de referencias, etc). A través del seguimiento de citas, los científicos pueden observar cómo se disemina y valida la investigación. Esta fue la idea básica de lo que eventualmente se convirtió en el concepto "rango de página", que en los primeros días de Google -a principios del siglo XX- fue una de las formas clave de entender la estructura de un campo al observar las conexiones de página y la importancia de esas conexiones. Como definió Larry Page en su artículo antes del nacimiento de Google, el PageRank es "una aproximación de la importancia" de un recurso en particular. Educativamente, el análisis de citas o enlaces es muy importante para mapear dominios de conocimiento.
El hilo conductor detrás de estos intentos fue entender que a medida que, por un lado, aumentan los datos, por otro las personas, los investigadores o los analistas de negocios deben entender cómo realizar un seguimiento de los patrones subyacentes detrás de los datos y cómo obtener una perspectiva de ellos. Y esta es también una idea central en Learning Analytics.

#### Digitalización del análisis de redes sociales
A principios de la década de 1970, impulsado por la rápida evolución de la tecnología, el análisis de redes sociales se convirtió en un análisis de redes en entornos digitales.
1. El experimento de 6 grados de Milgram. En 1967, el psicólogo social americano Stanley Milgram y otros investigadores examinaron la longitud de ruta promedio en las Redes Sociales de personas en Estados Unidos, hallando evidencias de que la sociedad humana es una red de tipo mundial pequeño caracterizada por longitudes de ruta cortas.[29]
2. Lazos débiles. El trabajo del sociólogo estadounidense Mark Granovetter sobre la fuerza de lo que se define como vínculos o lazos débiles; su artículo de 1973 "La fuerza de los lazos débiles", ha sido uno de los artículos más influyentes y más citados en Ciencias sociales.[30]
3. El individualismo en red. Hacia finales del siglo XX, la investigación del sociólogo Barry Wellman contribuyó ampliamente a la teoría del análisis de redes sociales. En particular, Wellman observó y describió el auge del "individualismo en red": la transformación de redes basadas en grupos a redes individualizadas.[31][32][33]

La "hipótesis de lazo débil" argumenta -utilizando una combinación de probabilida'd y matemáticas- que si A está vinculada a B y C, entonces existe una probabilidad mayor de que B y C están vinculados entre sí.

A principios del siglo XX, la profesora Caroline Haythornthwaite exploró el impacto del tipo de medios en el desarrollo de los lazos sociales, observando que las interacciones humanas pueden analizarse para obtener una nueva visión: no a partir de vínculos fuertes (es decir, personas que están fuertemente relacionadas con el sujeto) sino, más bien, de lazos débiles. Esto le confiere a Learning Analytics una idea central: datos aparentemente no relacionados pueden ocultar información crucial. Como ejemplo de este fenómeno, una persona que busca un trabajo tendrá una mejor oportunidad de encontrar información nueva a través de conexiones débiles en lugar de fuertes. (Siemens, George (17 de marzo de 2013). Introducción a Learning Analytics. Curso en línea abierto LAK13 para la Universidad de Texas en Austin y Edx (en inglés).  11 minutes in. Consultado el 1 de noviembre de 2018.)
Su investigación también se centró en la forma en que los diferentes tipos de medios (del inglés Media type) pueden afectar la formación de redes. Su trabajo contribuyó enormemente al desarrollo del análisis de redes sociales como campo de investigación. Learning Analytics heredó ideas importantes; entre ellas, la compresión de que una serie de métricas y enfoques pueden definir la importancia de un nodo en particular, el valor del intercambio de información, la forma en que los clústeres están conectados entre sí, las brechas estructurales que pueden existir dentro de esas redes, etc.

### Modelado de usuarios: contribuciones históricas
El objetivo principal del modelado del usuario (del inglés User modeling) es la personalización y adaptación de sistemas a las necesidades específicas del usuario, especialmente en su interacción con los sistemas informáticos. La importancia de que las computadoras sean capaces de responder individualmente a las personas comenzó a entenderse en la década de 1970. La Dra. Elaine Rich, en 1979, predijo que "las computadoras tratarán a sus usuarios como personas con distintas personalidades, objetivos, etcétera". Esta es una idea central no solo educativamente, sino también en el uso de la web en general, en la que la personalización es un objetivo importante.
El modelado de usuarios se ha vuelto importante en la investigación de interacciones entre humanos y computadoras, ya que ayuda a los investigadores a diseñar mejores sistemas, al comprender cómo interactúan los usuarios con el software. Reconocer características, objetivos y motivaciones únicos de los individuos sigue siendo una actividad importante en el análisis de aprendizaje.

#### Hipermedia adaptativa
La personalización y adaptación del contenido de aprendizaje es una importante dirección presente y futura de las ciencias del aprendizaje, y su historia dentro de la educación ha contribuido al desarrollo de la Analítica del aprendizaje.
Se conoce como hipermedia a un medio de información no lineal que incluye gráficos, audio, video, texto sin formato e hipervínculos. El término se utilizó por primera vez en un artículo de 1965 escrito por el sociólogo estadounidense Ted Nelson. La hipermedia adaptativa se basa en el modelado de usuarios y aumentando la personalización del contenido y la interacción. En particular, los sistemas de hipermedia adaptativa construyen un modelo de los objetivos, preferencias y conocimientos de cada usuario, para adaptarse a las necesidades de ese usuario. Desde finales del siglo XX, el campo creció rápidamente, principalmente debido a que Internet impulsó la investigación sobre la adaptabilidad y, en segundo lugar, la acumulación y consolidación de la experiencia de investigación en el campo. A su vez, la Analítica de aprendizaje ha sido influenciada por este fuerte desarrollo.

### Modelado cognitivo: aportes históricos
La modelado cognitivo/educativo (del inglés Cognitive model) se ha aplicado para rastrear cómo los alumnos desarrollan conocimiento. Comenzando aproximadamente finales de los años 80 y principios de los 90 del siglo XX, las computadoras se han utilizado en la educación como herramientas de aprendizaje durante décadas. En 1989, Hugh Burns abogó por la adopción y el desarrollo de sistemas de tutores inteligentes que en última instancia pasarían tres niveles de "inteligencia": conocimiento de dominio (del inglés domain knowledge), evaluación del conocimiento del alumno e intervención pedagógica. Durante el siglo XXI estos tres niveles se han mantenido relevantes para investigadores y educadores.
En la década de 1990, la actividad académica en torno a los modelos cognitivos se centró en intentar desarrollar sistemas que posean un modelo computacional capaz de resolver los problemas que se dan a los estudiantes, en la forma en que se espera que los estudiantes los resuelvan. El modelado cognitivo ha contribuido al aumento de la popularidad de los tutores inteligentes o tutores cognitivos. Una vez que se pueden modelar los procesos cognitivos, se puede desarrollar software (tutores) para apoyar a los alumnos en el proceso de aprendizaje. La base de investigación en este campo se volvió, eventualmente, significativamente relevante para el análisis de aprendizaje durante el siglo XXI.

### Minería de datos: aportes históricos
La minería de datos -también conocida más popularmente con su equivalente anglosajón Data Mining- y en particular lo que se conoce como Descubrimiento de Conocimiento en Bases de Datos (del inglés Knowledge Discovery in Databases - KDD), ha sido un objetivo de investigación desde al menos la década de 1990. Al igual que con la analítica actual, KDD trata del desarrollo de métodos y técnicas para dar sentido a los datos. La comunidad de Minería de datos educativa ha sido fuertemente influenciada por la visión de los primeros KDD.

### E-learning: aportes históricos
El crecimiento del aprendizaje en línea durante las décadas de 1990, 2000 y 2010, particularmente en la educación superior, ha contribuido al avance de Learning Analytics, ya que los datos de los estudiantes se pueden capturar y preparar para su análisis. Cuando los alumnos utilizan un sistema de gestión de aprendizaje (también conocido con su acrónimo en inglés LMS), medios sociales o herramientas en línea similares, se puede hacer un seguimiento de sus clics, patrones de navegación, tiempo en la tarea, redes sociales, flujo de información y desarrollo de conceptos a través de discusiones. El rápido desarrollo de cursos en línea abiertos masivos (MOOC) ofrece datos adicionales para que los investigadores evalúen la enseñanza y el aprendizaje en entornos en línea."Ahora mismo, especialmente gracias al éxito de iniciativas a gran escala como Coursera y Ed-X, los MOOC consisten en impartir cursos online gratuitos y con contacto directo a un gran público.""La idea central del modelo MOOC es estimular a los individuos a que aprendan usando herramientas online de su propia elección, un sistema que se ha denominado «redes de aprendizaje personal».""Por ejemplo, el reciente auge de los MOOC en países como Estados Unidos y Reino Unido, en lugar de hacer llegar oportunidades de educación a aquellos que no las tienen, parece en cambio estar facilitando el acceso a más medios educativos a individuos con recursos, altamente motivados y con una buena preparación (replicando de este modo una tendencia que algunos sociólogos llaman el «efecto Mateo»)".Muchos de los primeros ejemplos de e-learning consistían básicamente en suministrar contenidos de manera unidireccional y, por lo tanto, eran una réplica de las formas epistolares tradicionales de la educación a distancia. Estos programas (que aún existen) suelen depender de sistemas de gestión de contenidos online, aunque con el apoyo de algún tipo de interacción en forma de correos electrónicos, tablones de anuncios virtuales y otros sistemas de comunicaciones.
"Desde esta perspectiva no sorprende observar que las modalidades más exitosas de educación por internet y de e-learning son las que reflejan o incluso replican los sistemas preinternet: aulas, clases libros, etcétera."

### Otras contribuciones históricas
En una discusión sobre la historia de la analítica, el científico de datos Adam Cooper destaca una serie de comunidades de las que la analítica del aprendizaje ha extraído técnicas, preferentemente en las primeras décadas del siglo XXI, entre las que destacan:
1. La Estadística, que es un medio bien establecido para abordar las pruebas de hipótesis.
2. La Inteligencia de negocio, que tiene similitudes con el análisis de aprendizaje, aunque históricamente se ha dirigido a hacer que la producción de informes sea más eficiente, al permitir el acceso a los datos y resumir los indicadores de rendimiento.
3. La Analítica web. Herramientas como Google Analytics informan sobre visitas a páginas web y referencias a sitios web, marcas y otros programas clave en Internet. El "grano fino" de estas técnicas puede adoptarse en la analítica de aprendizaje para la exploración de trayectorias de estudiantes a través de recursos de aprendizaje (cursos, materiales, etc.).
4. La Investigación operativa, cuyo objetivo es resaltar la optimización del diseño para maximizar los objetivos mediante el uso de modelos matemáticos y métodos estadísticos. Tales técnicas están implicadas en el análisis de aprendizaje que busca crear modelos de comportamiento del mundo real para la aplicación práctica.
5. Los métodos de Inteligencia artificial (combinados con técnicas de aprendizaje automático basadas en la Minería de datos) son capaces de detectar patrones en los datos. En la Analítica de aprendizaje, tales técnicas se pueden usar para sistemas de tutoría inteligentes, clasificación de estudiantes en formas más dinámicas que simples factores demográficos, y recursos tales como sistemas de "cursos sugeridos", modelados en técnicas de filtrado colaborativo.
6. La visualización de la información, que es un paso importante en muchos análisis para dar sentido (del inglés Sensemaking) en torno a los datos proporcionados, y se utiliza en la mayoría de las técnicas (incluidas las anteriores).[50]

### Historia de la Analítica del Aprendizaje en la educación superior
El primer programa de posgrado enfocado específicamente en la Analítica de aprendizaje fue creado por Ryan S. Baker y lanzado en el 2º semestre de 2015 en Teachers College, Columbia University. La descripción del programa estableció que
"(...) los datos sobre aprendizaje y aprendices se están generando hoy en una escala sin precedentes. Los campos de la analítica del aprendizaje (LA) y la minería de datos educativos (EDM) surgieron con el objetivo de transformar estos datos en nuevas perspectivas que puedan beneficiar estudiantes, maestros y administradores. Como una de las principales instituciones de enseñanza e investigación del mundo en educación, psicología y salud, nos enorgullece ofrecer un currículo innovador para graduados dedicado a mejorar la educación a través de la tecnología y el análisis de datos".

## Métodos analíticos
Los métodos aplicados en Analítica de Aprendizaje incluyen:
- Análisis de contenido, en particular de los recursos que los estudiantes crean (como ensayos).
- El análisis del discurso, cuyo objetivo es capturar datos significativos sobre las interacciones de los estudiantes que (a diferencia del Analítica de Redes sociales) tiene como objetivo explorar las propiedades del lenguaje utilizado, en lugar de solo la red de interacciones, o el recuento de publicaciones en el foro, etc.
- Analítica de Aprendizaje Social, cuyo objetivo es explorar el papel de la interacción social en el aprendizaje, la importancia de las redes de aprendizaje, el discurso utilizado para dar sentido a las experiencias, etc.[52]
- Analítica de disposición, que busca capturar datos sobre las disposiciones de los estudiantes con respecto a su propio aprendizaje y la relación de estos con su aprendizaje.[53][54] Por ejemplo, los estudiantes "curiosos" pueden estar más inclinados a hacer preguntas, y estos datos pueden ser capturados y analizados para la Analítica de Aprendizaje.

## Analítica de Aprendizaje Social
La analítica de aprendizaje social (social learning analytics-SLA) estudia cómo los estudiantes construyen su conocimiento de forma colaborativa en los entornos culturales y sociales. El enfoque se basa en los procesos de aprendizaje en los cuales, el alumno no se encuentra realizando una actividad en solitario o evaluable; sino que participa en actividades sociales, interactuando o utilizando la plataforma para evidenciar y visualizar sus actividades.
Los factores claves que han favorecido un cambio conceptual de la educación son:
- la Revolución Digital: las redes sociales como Facebook, YouTube y Twitter han llevado a una mayor interacción  entre personas;
- los Recursos Educativos Abiertos (REA): Internet ha favorecido el cambio desde un conocimiento proporcionado por una única institución hasta un sistema libre y abierto con Objetos de Aprendizaje (OA) disponibles en la red;
- la demanda de competencias en la era del conocimiento: formación, gestión, información, investigación, ciudadanía, preparación al mundo laboral;
- La aprendizaje social: el cambio desde una educación enfocada en la construcción del aprendizaje y del conocimiento de acuerdo a su pasión, sus necesidades y motivación.[55]

Rebecca Ferguson y Simon Buckingham Shum dividen la analítica de aprendizaje social en cinco categorías de las cuales dos son intrínsecamente sociales, mientras las otras tres pueden ser “socializadas”.

### Analítica intrínseca de aprendizaje social

#### Analítica de aprendizaje social enfocada en la red (social learning network analytics)
En las redes sociales hay actores (individuos, comunidades o similares) que están conectados a través de relaciones que pueden ser débiles si son infrecuentes, no importantes o accidentales;  fuertes en caso de múltiples interacciones. Los actores y los vínculos que los unen forman las redes sociales. Por una parte el análisis de las redes sociales ha surgido para investigar el proceso de construcción y las características de estas conexiones. Por otra han favorecido el aprendizaje en red. El objetivo de SLA es examinar el proceso de formación a través de las redes examinando las interacciones entre pares.

#### Analítica de aprendizaje social enfocada en el discurso (social learning discourse analytics)
Existen diferentes métodos para investigar el discurso de los actores involucrados en el contexto de la formación tanto presencial como en línea. La  metodología basada en la perspectiva sociocultural que relaciona el uso del lenguaje con la forma de pensar afirma que la calidad del diálogo puede determinar  el éxito o el fracaso educativo. En cuanto a la educación en línea, unas herramientas han sido desarrolladas para analizar el discurso en red; por ejemplo Cohere, teniendo en cuenta la tipología de post y la conexión semántica puede facilitar la analítica de aprendizaje para el estudiante y el grupo, a fin de identificar la atención del alumno, su contribución al discurso, la tipología de argumentos discutidos y las relaciones entre pares. La analítica de aprendizaje social puede utilizar estos métodos para ayudar los estudiantes a desarrollar sus conversaciones hacia argumentaciones motivadas.

### Analítica de aprendizaje socializado
Hay tres métodos de analítica de aprendizaje que se ocupan del estudiante desde una perspectiva individual y que pueden ser trasladados a una dimensión grupal en el contexto de la educación en línea. 

#### Analítica de aprendizaje social enfocada en la disposición (social learning disposition analytics)
La disposición del estudiante es su motivación, desiderio y autorregulación a educarse. Este poder de aprendizaje reside en siete dimensiones:
- cambio y formación;
- curiosidad crítica,
- construcción de sentido;
- dependencia y fragilidad;
- creatividad;
- relación/interdependencia;
- conciencia estratégica.[61]

Estas disposiciones personales pueden ser consideradas desde una perspectiva de aprendizaje socializado teniendo en cuenta el rol que juegan los mentores en la educación en línea. La mentoría clásica es diferente de la que pasa en los entornos virtuales donde la jerarquía más plana favorece el desarrollo de la democratización de la educación, permitiendo a los estudiantes de unirse en comunidades, interactuar entre ellos motivarse y seguir aprendiendo.

#### Analítica de aprendizaje social enfocada en el contenido (social learning content analytics)
El análisis de contenidos en la educación sirve para examinar, indexar y filtrar activos de los medios en línea con el objetivo de orientar los estudiantes en la gran cantidad de recursos disponibles en red. Se utilizan diferentes herramientas según la tipología de contenido. En caso de material multimedia hay dispositivos para analizar color, textura y forma de las imágenes y encontrar relaciones entre ellas. En caso de textos hay herramientas que tras del intercambio en línea  examinan el nivel de objetividad/subjetividad de los mensajes y por consiguiente el estado sentimental de los estudiantes. El análisis de contenidos asume una dimensión de aprendizaje social cuando por una parte apoya una efectiva distribución de estos a través de las redes sociales. Por otra cuando el profesorado utiliza los resultados del análisis a fin de mejorar los cursos en línea.

#### Analítica de aprendizaje social enfocada en el contexto (social learning context analysis)
Zimmermann define el contexto como alguna información que caracteriza la situación de una entidad (por ejemplo un estudiante). Se basa en cinco categorías:
- individualidad;
- actividad;
- locación,
- tiempo,
- relaciones.[64]

Asimismo, utilizó diferentes herramientas que sirven para examinar los contextos directamente conectados con la formación y favorecer la analítica de aprendizaje social:
- organizando la información proporcionada al usuario según la disponibilidad para la cooperación (estudiantes), el asesoramiento (expertos, instructores) y los grupos disponibles en un determinado momento;
- apoyando la comunicación entre usuarios, proporcionando herramientas como grupos de noticias y chats, ordenados según su popularidad actual en la comunidad de aprendizaje;
- alentar a los usuarios a cooperar y afiliarse.[65]

## Aplicaciones
La Analítica de Aprendizaje ha sido aplicada para:

### Análisis de tendencia
| Responde a la pregunta                    | Tipos de datos necesarios para su análisis |
| ----------------------------------------- | --- |
| ¿Qué cambia a lo largo del tiempo y cómo? | Varía dependiendo de qué información sea de interés; Por lo general, se necesitarían al menos tres puntos de datos longitudinalmente para poder discernir una tendencia. |

El análisis de tendencias en general se refiere a la práctica de recopilar información e intentar detectar un patrón secuencial, o tendencia, en la información a lo largo del tiempo. Las empresas basadas en la web utilizan el análisis de tendencias para predecir qué pueden estar buscando los usuarios o qué les puede interesar, o cómo aumenta o disminuye la participación de los usuarios.
Como ejemplo de análisis de tendencias, la Comisión de Educación Postsecundaria de California proporciona una herramienta de análisis de tendencias en http://www.cpec.ca.gov/OnLineData/Mining.asp Archivado el 11 de enero de 2019 en Wayback Machine.
Esta herramienta se puede utilizar para examinar las tablas de la base de datos de la comisión para identificar tendencias. También se puede usar para descubrir anomalías en los datos, como grandes diferencias numéricas entre años consecutivos y brechas cuando no se informaron datos. Los visitantes pueden generar informes personalizados sobre la inscripción, la finalización de estudios, la educación en casa de los estudiantes y los datos de la escuela secundaria

### Análisis de los principios de instrucción
| Responde a la pregunta | Tipos de datos necesarios para su análisis |
| --- | --- |
| • ¿Qué componentes de aprendizaje son efectivos para promover el aprendizaje?• ¿Un currículo recientemente desarrollado permite más aprendizaje que una alternativa?• ¿Qué tipos de prácticas de instrucción son más efectivas para promover el aprendizaje (por ejemplo, práctica masiva vs. práctica espaciada)? | La respuesta a estas preguntas implica la recopilación de datos tales como la información de los alumnos y la corrección de la respuesta, las acciones de los alumnos sobre los componentes del sistema de aprendizaje a lo largo del tiempo, cuándo y a qué grupo se aplicó una estrategia de instrucción específica, y el desempeño de los alumnos en las pruebas previas / posteriores y / o las pruebas retrasadas Resultados de las pruebas estandarizadas |

El análisis del principio de instrucción examina los componentes de un sistema de aprendizaje y los tipos de prácticas de instrucción adoptadas en diversos momentos.
El estudio efectividad de los diferentes componentes del sistema de aprendizaje y las prácticas de instrucción puede contribuir al diseño de mejores sistemas de aprendizaje y tiene fuertes implicaciones para el aprendizaje de los estudiantes. Es por ello que, la analítica de aprendizaje y la minería de datos, es un área clave de interés para los investigadores.
Por ejemplo, investigadores y educadores de Carnegie Learning, Inc. y de la universidad Carnegie Mellon, han estado trabajando para construir modelos cognitivos de matemáticas, que se han convertido en la base para los planes de estudios de secundaria y preparatoria que incorporan el Tutor Cognitivo, un sistema de tutoría inteligente. En estos sistemas, las tareas complejas se descomponen en componentes de conocimiento individuales, y se utiliza un modelo para seguir las acciones de los estudiantes y diagnosticar su estrategia para resolver un problema. Cada acción que realiza el estudiante está asociada con una o más habilidades. De esta manera, los investigadores han podido usar los datos de Cognitive Tutor para evaluar dinámicamente la efectividad de la instrucción a un nivel más detallado. Las evaluaciones y mejoras se han realizado en los últimos 15 años.

### Modelado de dominios
| Responde a la pregunta                                                                                                   | Tipos de datos necesarios para su análisis |
| --- | --- |
| • ¿Cuál es el nivel correcto para dividir los temas en módulos más pequeños?• ¿Cómo se han de secuenciar dichos módulos? | Respuestas de los alumnos (correctas, incorrectas, parcialmente correctas) y rendimiento en módulos con diferentes tamaños de grano en comparación con una medida externa Una taxonomía modelo de dominio. Asociaciones entre problemas y entre habilidades y problemas. |

Las curvas de aprendizaje, entendidas como cierta medida del rendimiento frente a las oportunidades para aprender y practicar, para subconjuntos del modelo de dominio, pueden tener varias utilidades:
1) impulsar cambios en el modelo de usuario para entornos de aprendizaje personalizados, 2) comprender mejor la estructura y la granularidad del modelo, así como, 3)analizar grandes cantidades de datos de usuario para ajustar el modelo de dominio de un sistema.

### Elaboración Perfil de Usuario
| Responde a la pregunta                                 | Tipos de datos necesarios para su análisis |
| ------------------------------------------------------ | --- |
| • ¿Cuáles son los tipos de grupos de usuarios que hay? | Respuestas de los alumnos (correcta, incorrecta, parcialmente correcta), tiempo empleado antes de responder pregunta, sugerencias solicitadas, repetición de respuestas incorrectas y errores. |

Un marco de modelado de usuario se basa en registros de interacción para identificar diferentes tipos de estudiantes, así como sus interacciones características con el sistema de aprendizaje.
Esta información se usaría para clasificar a los nuevos estudiantes, con el objetivo a largo plazo de proporcionar apoyo de interacción adaptativa cuando se detectan comportamientos perjudiciales para el aprendizaje, o para aprender formas de apoyar el comportamiento comprometido. La clasificación también puede agrupar a los estudiantes en grupos de estudio u otras actividades de aprendizaje conjunto.

### Modelado Experiencia de Usuario
| Responde a la pregunta                                | Tipos de datos necesarios para su análisis                                                                          |
| ----------------------------------------------------- | --- |
| • ¿Están los usuarios satisfechos con su experiencia? | Respuestas de encuestas y cuestionarios. Opciones, comportamientos o desempeño en unidades de aprendizaje o cursos. |

Una ejemplo de evaluación de la eficacia de las instituciones de educación superior, aprovechando los mecanismos de captura de datos de sus sistemas de información estudiantil, sistemas de gestión de aprendizaje y herramientas de comunicación, es aquel que tiene como objetivos: a)mejorar las experiencias de aprendizaje de los estudiantes e informar a los profesionales sobre el logro de conocimientos específicos, y b), mejorar los resultados del aprendizaje. A través de una evaluación de un modelado de la experiencia del estudiante de este tipo, se puede hacer un seguimiento de la actividad individual a lo largo de todo el ciclo de vida del estudiante, desde la admisión inicial hasta la progresión del curso, y finalmente la graduación y las transiciones de empleo. Los datos combinados capturados por varios sistemas crean una imagen detallada de las actividades que los estudiantes, instructores, áreas de servicio y la institución en general realizan y pueden utilizarse para mejorar la relevancia, la eficiencia y la eficacia en una institución de educación superior.

### Modelado de Comportamiento de Usuario
| Responde a la pregunta                                | Tipos de datos necesarios para su análisis                                                                          |
| ----------------------------------------------------- | --- |
| • ¿Están los usuarios satisfechos con su experiencia? | Respuestas de encuestas y cuestionarios. Opciones, comportamientos o desempeño en unidades de aprendizaje o cursos. |

El modelo de comportamiento del usuario en la educación a menudo caracteriza las acciones de los estudiantes como dentro o fuera de la tarea y se puede utilizar como un proxy para la participación del estudiante. Se basa en los mismos tipos de datos de aprendizaje utilizados para predecir el conocimiento del usuario más otras medidas, como la cantidad de tiempo que un estudiante ha pasado en línea (o en el sistema), si un estudiante ha completado un curso, cambios documentados en el aula o en la escuela, el contexto, la asistencia, la tardanza y, en ocasiones, el nivel de conocimiento de un estudiante, como se deduce de su trabajo con el sistema de aprendizaje; o de otras fuentes de datos similares como puntajes de exámenes estandarizados. 
Es de destacar la existencia de estudios relevantes sobre la detección y adaptación a los comportamientos fuera de la tarea de los estudiantes (llamados juegos del sistema) en sistemas de aprendizaje adaptativo que enseñan álgebra.
Asimismo, en este campo son diversas las técnicas presentadas, las cuales de una forma automatizada permiten llevar a cabo un estudio de caso para evaluar, analizar y visualizar comportamientos de los estudiantes que aprenden programación.
Los sistemas de aprendizaje en línea registran los datos de los estudiantes que se pueden extraer para detectar comportamientos de los estudiantes que se correlacionan con el aprendizaje. De análisis de los datos de seguimiento del sistema de gestión de aprendizaje, de un curso compatible con Blackboard Vista, hay variables que se correlacionan con la calificación final de los estudiantes. Menos de cinco variables representan el 30 por ciento de la variación en las calificaciones finales de los estudiantes, de forma que, dicho modelo podría elegir correctamente el 81 por ciento de los estudiantes que no aprobaron el curso.

### Modelado del Conocimiento del Usuario
| Responde a la pregunta | Tipos de datos necesarios para su análisis |
| --- | --- |
| • ¿Qué contenido conoce el usuario? Saber, por ejemplo, habilidades y conceptos específicos o conocimiento de procedimientos y habilidades de pensamiento de orden superior | •Respuestas de un estudiante (correcta, incorrecta, parcialmente correcto), el tiempo pasado antes de responder a un mensaje o pregunta, sugerencias solicitadas, repeticiones de respuestas incorrectas y errores cometidos. •Las habilidades que un estudiante practica y las oportunidades totales para practicar. •El nivel de rendimiento del estudiante deducido del trabajo del sistema o recopilado de otras fuentes, como las pruebas estandarizadas. |

Los investigadores y desarrolladores construyen y ajustan modelos de usuario que representa una colección de datos específicos del usuario, especialmente aquellos relacionados con las habilidades y el conocimiento. 
Los modelos de usuario se utilizan para personalizar y adaptar los comportamientos del sistema a las necesidades específicas de los usuarios. De forma que los sistemas:“dicen” lo “correcto” en el momento “correcto” del modo "correcto".
El modelo de conocimiento del usuario se ha adoptado para construir hipermedia adaptativa, sistemas de recomendación, sistemas expertos y sistemas de tutoría inteligentes. En los sistemas de tutoría inteligente, los modelos de conocimiento del usuario dirigen operaciones clave, como, decidir qué problemas dar a los estudiantes. Un método popular para estimar el conocimiento de los estudiantes es el modelo, conocido como, de rastreo de conocimiento de Corbett y Anderson.
Existe un nuevo método para rastrear el conocimiento, utilizando un enfoque de aprendizaje automático, para hacer estimaciones contextuales de la probabilidad que un estudiante ha adivinado o deslizado. Se demostró que la incorporación de modelos de adivinar y deslizarse en las predicciones del rendimiento futuro de los estudiantes aumenta la precisión de las predicciones hasta en un 48 por ciento.

## Técnicas
Los investigadores han creado marcos de análisis de aprendizaje y extracción de datos educativos para describir el rango de actividad, en términos de técnicas y aplicaciones, realizado por investigadores que trabajan con datos relacionados con el aprendizaje.
Las técnicas empleadas en la Análitica del Aprendizaje, comprenden dos componentes relacionados:

### Técnicas Analíticas
Incluyen el modelado, relación y [minería de datos], así como el mapeo de dominio del conocimiento.

### Aplicaciones Analíticas
Son aquellas que realizan labores de predicción, personalización y aprendizaje adaptativo, así como cartografía estructurada.
| Técnicas                                             | Alfabetización                         |
| ---------------------------------------------------- | -------------------------------------- |
| Modelado Mapeo del domino de conocimiento            | Experimentación                        |
| Personalización, mapeo de la estructura y predicción | Productos y creación                   |
| Modelado y minería de las relaciones                 | Agilidad en red y ciudadanía           |
| Modelado de la estructura y predicción               | Eficiencia y efectividad de las tareas |

### 1. Modelado-mapeo de dominio del conocimiento: experimentación
La experimentación se puede determinar a través de la diversidad de las interacciones del usuario en tecnologías particulares. Esto puede incluir juegos en línea, juegos de rol o uso de simulaciones asignadas. Hay una tendencia para que los educadores adopten “juegos serios” y simulaciones para apoyar el logro de los objetivos de aprendizaje establecidos.
En este contexto, el uso de mundos virtuales ofrece una oportunidad para la experimentación del alumno en un entorno inmersivo.

### 2. Personalización, mapeo de la estructura y predicción: productos/creación
Las técnicas de creación presentan un cambio de un modelo de producción, a un modelo de creación más colaborativo y dirigido por el usuario. El concepto refuerza la noción de que cualquier producto digital puede ser remezclado y reutilizado, y como tal es un estado continuo de flujo y evolución. El enlace de comentarios del productor al consumidor y al productor puede ser colaborativo y completado dentro de un marco de tiempo extremadamente corto. Wikipedia ilustra este dinámico y evolutivo sistema colaborativo. Esencialmente, el flujo y la utilización de los productos a medida que evolucionan en importancia tanto social como cultural pueden actuar como un indicador de apropiación y simulación.

### 3. Modelado y minería de las relaciones: juicio, negociación, cognición distribuida
El nivel de integración entre las técnicas empleadas en el SNA (por sus siglas en inglés, Social Network Analysis) y los métodos de análisis de contenido, hasta ahora ha sido mínimo, en el mejor de los casos. 
La adopción de técnicas y herramientas de aprendizaje automático como TagHelpery Coheredemuestran el potencial para automatizar el proceso de codificación y, por lo tanto, el potencial para Medir la agilidad y la ciudadanía de una red individual.

### 4. Modelado de la estructura y predicción
Técnicas relacionadas con:
- Predicción, por ejemplo para identificar estudiantes "en riesgo" de abandonar un curso.
- Personalización & adaptación, para proporcionar a los estudiantes vías de aprendizaje o materiales de evaluación personalizados.
- Intervención: proporcionando a los educadores información para intervenir y apoyar a los estudiantes.
- Visualización de Datos, típicamente en la forma de los denominados Paneles de aprendizaje, los cuales proporcionan información general sobre el aprendizaje a través de herramientas de visualización de datos.

## Software y Learning Analytics
Gran parte del software que se usa actualmente para Analítica de Aprendizaje duplica la funcionalidad del software de análisis web, pero se aplica a las interacciones de los alumnos con el contenido. Las herramientas de análisis de redes sociales se usan comúnmente para mapear conexiones y discusiones sociales. Algunos ejemplos de herramientas de software de análisis de aprendizaje incluyen:
- Google Analytics: Herramienta de análisis de sitios webs que genera información acerca del tráfico de usuarios y fuentes de uso, así como datos demográficos, preferencias y uso de motores de búsqueda, entre otros. A priori no es una herramienta de Learning Analytics propiamente dicha, pero es útil en cuanto a los comportamientos de usuarios en un sitio web propio, por ejemplo, análisis de videos de Youtube. Además su interfaz está diseñada para su fácil interpretación y explotación de datos.[88]
- SNAPP: herramienta utilizada en el ámbito educativo en línea para analizar el comportamiento de usuarios en un foro virtual de discusión. La herramienta se centra en examinar las interacciones que se producen entre los participantes y así determinar el grado de implicación y compromiso en el mismo. Otra de sus características es el seguimiento de los hilos de discusión, utilizando técnicas de análisis de redes sociales, para así determinar si la interacción se realiza dentro o fuera de la comunidad de aprendizaje. Es útil en el diagnóstico de estudiantes aislados o con poca participación.[89]
- Netlyctic: herramienta basada en la nube, semejante a SNAPP y útil en el análisis y seguimiento de los estudiantes en redes sociales: Youtube, foros en línea, blogs etc. Sus características diferenciales son: no requiere de instalación en el sistema, identifica diferentes niveles de interacción y favorece la visibilidad de canales de comunicación[90]
- Echo360: plataforma educativa que brinda a los profesores e instructores herramientas para fomentar el proceso enseñanza aprendizaje, a la vez que recolecta información de interacciones individuales y colectivas. El diseño de la interfaz permite visualizar los niveles de participación de los estudiantes y evaluar su comprensión. Tiene capacidad de crear contenido e integrar actividades colaborativas.[91]
- Otras herramientas disponibles: BEESTAR INSIGHT, LOCO-Analyst, SAM, Solutionpath StREAM, Student Success System.

## Ética y privacidad
La introducción de las nuevas tecnologías en el ámbito educativo propicia que la obtención de la información, hasta ahora manual, sea tratada de manera automatizada. En este sentido surgen las Learning Analytics, o analíticas de aprendizaje, las cuales favorecen la gestión de la información obtenida a través de los sistemas administrativo-académicos. 
El uso de la tecnología y los sistemas de Learning Analytics  en la educación,  permiten recolectar datos de los estudiantes de manera dinámica y en tiempo real, lo que favorece el uso y creación de experiencias educativas adaptadas y personalizadas a cada perfil. Los datos son recogidos desde diferentes contextos: administración, entorno de aprendizaje, interacción social, entre otros. Este hecho, indudablemente, proporciona ventajas ante la toma de decisiones educativas, facilitando el aprendizaje y la instrucción, a través de la monitorización y predicción del rendimiento de los estudiantes; sin embargo, abre una puerta ante cuestiones éticas y de privacidad, en el manejo, almacenamiento y tratamiento de la información.
Varios autores han establecido algunos principios acerca de la privacidad de las analíticas de aprendizaje. Además, se han enfocado en el papel activo de las partes interesadas, la temporalidad de los datos, la transparencia entre otros.
Otros autores señalan que las cuestiones éticas y de privacidad relacionadas con las analíticas de aprendizaje, en ocasiones dificultan los beneficios de los procesos de análisis del mismo. A continuación se profundiza en este enfoque:
- Privacidad: Los datos obtenidos a través de las analíticas de aprendizaje pueden contener información sensible y/o confidencial sobre los estudiantes, sin tener en cuenta la privacidad y su uso. Slade y Prinsloo, mencionan la desidentificación de los datos antes de que estén disponibles para las instituciones. Otra de las soluciones sería la criptografía, técnicas de anonimización y métodos estadísticos.

- Acceso: El acceso a la información debe contemplar todas las partes interesadas, incluyendo al estudiante. Se le debe aprobar la modificación y actualización de sus datos personales. Un profesor estará autorizado a ver la información personal y académica de sus estudiantes, sin adentrarse en información más sensible como la nacionalidad, o el origen étnico.

- Transparencia: En el ámbito de la investigación, la divulgación de resultados y evidencias es fundamental, por lo que las instituciones académicas deben garantizar la transparencia en cuanto a  la gestión de la información, y la cesión de datos a terceros, bien para su análisis, o bien como divulgación científica. En este sentido, cabe resaltar el papel activo del estudiante en conocer cómo funcionan los métodos de seguimiento del rendimiento escolar, cómo se analizan y cómo se procesan.

- Política: Según Heath, las analíticas de aprendizaje deben estar alineadas con los principios y valores de la institución, además deberán incluir a las partes interesadas en su proceso de gestión de información. Por tanto, las instituciones educativas  tienen el deber de establecer políticas transparentes en cuanto a ética y privacidad sobre la recogida, gestión y tratamiento de la información.

- Seguridad:  Los principios de seguridad deben ser seguidos por las herramientas de analíticas de aprendizaje a fin de mantener la información a salvo de cualquier amenaza. Existe un modelo ampliamente aceptado acerca de la seguridad en las mismas: CIA (Confidencialidad, integridad y disponibilidad). Un aspecto fundamental que garantiza la confidencialidad es el cifrado de los datos al invocar permisos a determinadas personas que se encuentren en un entorno operativo seguro, es por ello por lo que se debe asegurar que los datos sean accesibles exclusivamente por las personas autorizadas.

- Propiedad: Ante cuestiones de derechos de propiedad sobre la información, autores como Jones, proponen un método mixto que beneficia tanto a instituciones como a alumnos: las primeras tratan la información de los estudiantes: gestión y  análisis, desarrollo de nuevas estrategias docentes, evaluación del aprendizaje etc…; mientras que los segundos se benefician de esa gestión de los datos, a través de la cesión de datos siempre y cuando éstos cumplan los requisitos de confidencialidad y anonimato.

Ante esto, surge la necesidad de establecer un marco de actuación que sirva como punto de partida a la hora de entablar cuestiones éticas y de privacidad debido al uso de las analíticas de aprendizaje en el ámbito educativo.

## Analítica de Aprendizaje Abierta (Open Learning Analytics)
El objetivo de Open Learning Analytics (OLA) es mejorar la eficacia del aprendizaje en entornos de aprendizaje a lo largo de toda la vida. OLA es un proceso de análisis continuo que abarca la diversidad en las cuatro dimensiones del modelo de referencia de Learning Analytics:
- datos y entornos (¿qué?),
- actores (¿quién?),
- objetivos (¿por qué?) y
- los métodos a utilizar (¿cómo?)